# 뮤리얼 게이언
뮤리얼 게이언(Winifred Muriel Francoise Gahan)은 아이스 하키 선수 출신의 아일랜드 여성 외교관 겸 정치가를 잠시 지낸 환경운동가 겸 사회운동가였다.

## 생애
영국령 아일랜드 더니골 주 리퍼드에서 출생하였으며 지난날 한때 영국령 아일랜드 더블린에서 잠시 유아기를 보낸 적이 있는 그녀는 영국령 아일랜드 메이요 주 캐슬바에서 성장하였는데 20대 시절(1918년~1923년) 아이스 하키 선수를 잠시 지냈고 1923년 아이스 하키 선수 은퇴 후 잠시 서양화가로도 활동하였으며 훗날 1940년대 초반에 더글러스 하이드 대통령의 비서관 직책을 잠시 지냈다.
그 이외에도 외교관으로서 미국과의 모종 친분 연줄 등으로 인하여 1947년 2월, 미 군정 남조선 과도정부 서울 미군정청을 내한 예방(來韓 禮訪)하던 시절 김용완(金蓉琓)이라는 한국어 이름을 잠시 사용하였다.

## 같이 보기
- 카테셉사와스디 박디쿨
- 토미 라이언